# Schwerpunktstreik
Der Schwerpunktstreik (auch Punktueller Streik) ist der Normalfall beim Arbeitskampf. Im Gegensatz zum Vollstreik verspricht er beim geringsten Einsatz der Mittel (Streikgeld) die größte Effizienz. Ausgesuchte Betriebe eines Wirtschaftszweiges, die Schlüsselpositionen einnehmen, werden bestreikt, und als Folge davon werden große Bereiche des Wirtschaftszweiges lahmgelegt. Ähnlich verfährt man, wenn ein einzelnes Unternehmen bestreikt wird. Anstelle des gesamten Unternehmens werden nur einzelne Unternehmensbereiche (beispielsweise die Lackiererei eines Automobilherstellers) bestreikt.

Zunehmendes Outsourcing erhöhte in den 1970er und 1980er Jahren die Abhängigkeit der Unternehmen von ihren Lieferanten. Erklärte Strategie der Gewerkschaften Anfang der 80er war daher, durch Schwerpunktstreiks in ausgewählten Zulieferbetrieben ganze Industriezweige lahmzulegen und die eigene Streikkasse durch die geringe Zahl der Streikenden zu schonen. Die Arbeitgeber reagierten auf diese Strategie mit umfangreichen „kalten“ Aussperrungen der Betriebe, die mangels Vorprodukten nicht mehr arbeiten konnten. Dagegen richtete sich 1986 die Änderung des § 116 Arbeitsförderungsgesetz: 